# جورجیو سیانی
جورجیو سیانی (انگلیسی: Giorgio Siani؛ زادهٔ ۹ ژانویهٔ ۱۹۹۷) بازیکن فوتبال اهل ایتالیا است.